# Carl Kempe
Johan Carl Kempe (* 8. Dezember 1884 in Stockholm; † 8. Juli 1967 in Enköping) war ein schwedischer Tennisspieler und Unternehmer.

## Leben
Johan Carl Kempe entstammte einer schwedischen Unternehmerfamilie. Nach dem Studium an der Universität Uppsala von 1903 bis 1905 begann er 1906 eine Tätigkeit bei der Mo och Domsjö AB in der Papierindustrie, die von seinem Vater Frans geleitet wurde. Von 1947 bis 1965 übernahm er die Führung der Firma, die nach einem Zusammenschluss mehrerer Unternehmen und einer Umfirmierung heute als Holmen AB tätig ist.
Als Tennisspieler nahm Kempe an den Olympischen Spielen 1912 in Stockholm teil und spielte in sämtlichen in der Halle ausgetragenen Wettbewerben mit. In der Einzelkonkurrenz unterlag er im Achtelfinale dem Franzosen André Gobert, der später Gold gewann. Im gemischten Doppel traten er und Margareta Cederschiöld nicht zum Spiel um die Bronzemedaille gegen Gunnar Setterwall und Sigrid Fick an. Im Herrendoppel gelang ihm sein einziger Medaillenerfolg; mit Setterwall verlor er erst im Finale gegen die Franzosen André Gobert und Maurice Germot. Dabei überraschten sie zuvor mit zwei Siegen gegen favorisierte britische Paarungen in jeweils fünf Sätzen. So schlugen sie im Halbfinale die Olympiasieger von 1908 Herbert Roper Barrett und Arthur Gore nach einem 0:2-Satzrückstand. Im Finale unterlagen sie mit 6:4, 12:14, 2:6, 4:6.
1917 kaufte Kempe das Schloss Ekolsund und dekorierte es mit Antiquitäten und Artefakten von überall aus der Welt. Besonders seine Sammlung chinesischer Artefakte bekam weltweite Aufmerksamkeit. 1967 starb er in seinem Schloss.